# Otto-Haesler-Museum

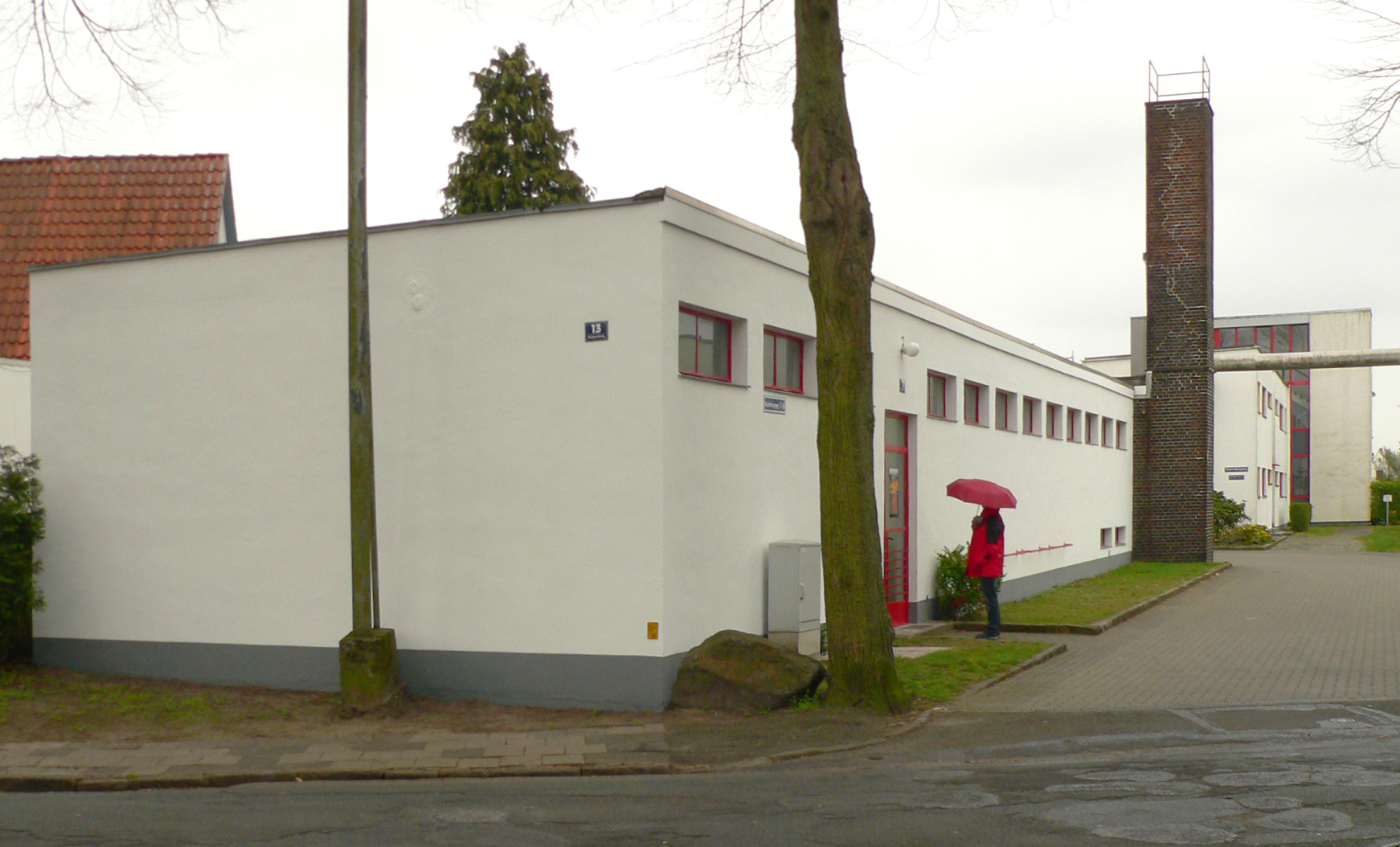
Das Otto Haesler Museum im früheren Wasch-, Bade- und Heizhaus der Siedlung Blumläger Feld

Das Otto-Haesler-Museum ist ein Museum in Celle in Niedersachsen, das an das Lebenswerk des langjährig in Celle tätigen Architekten Otto Haesler erinnert. 

## Beschreibung

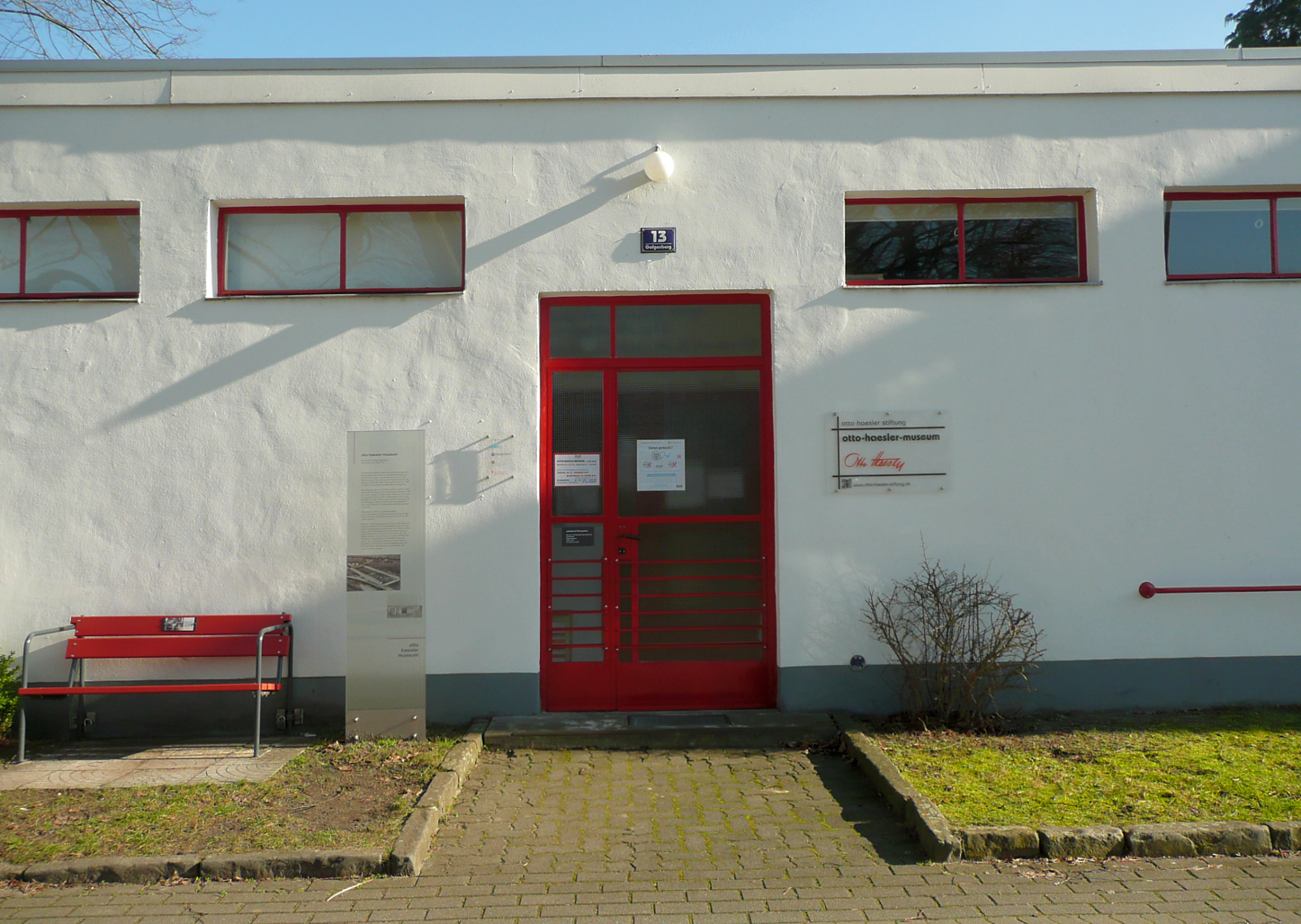
Eingang

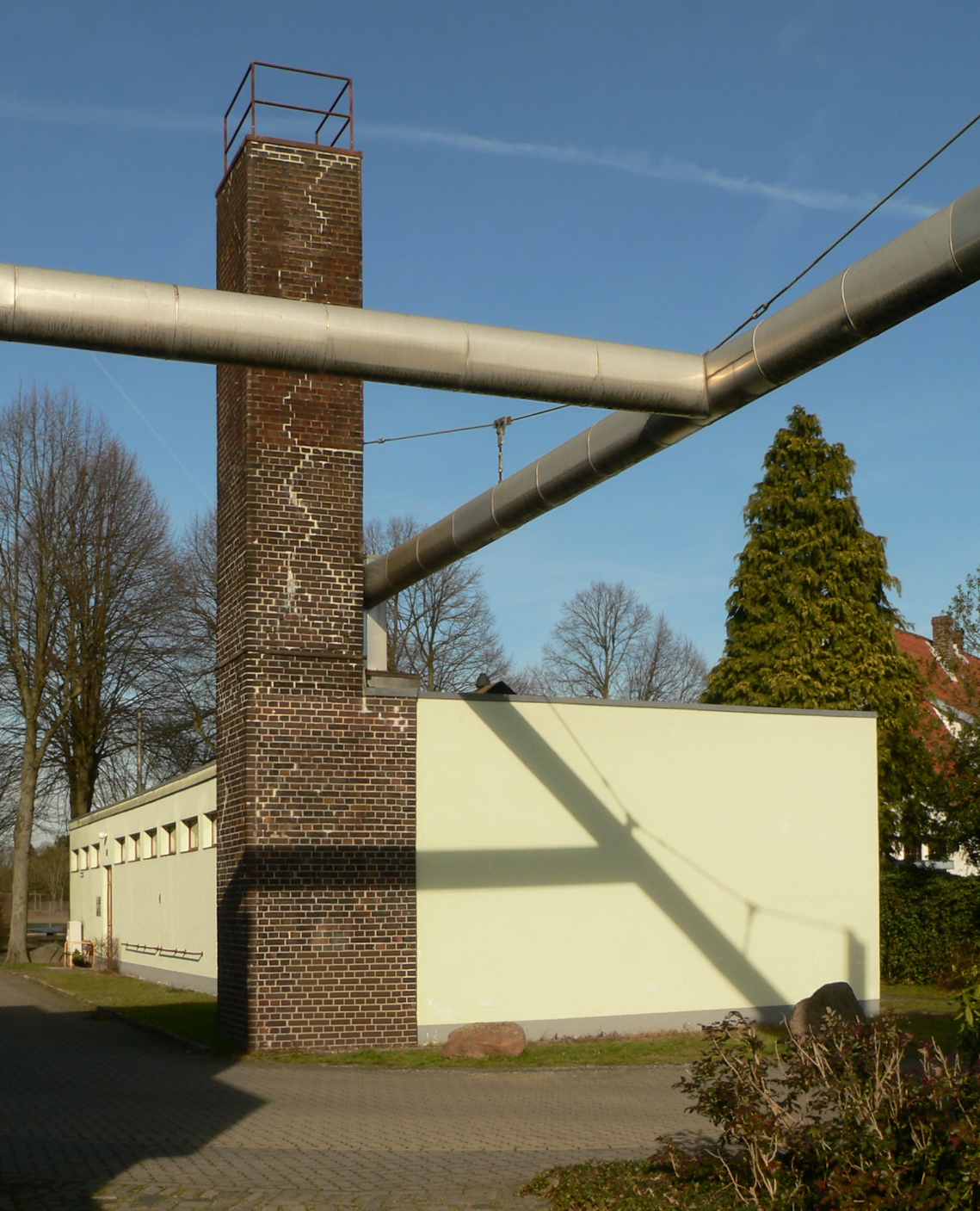
Seitenansicht des Museums mit Schornstein und Fernwärmerohren des früheren Heizhauses

Das 2001 gegründete Museum wird von der Otto Haesler Stiftung betrieben. Sie wurde 1999 vom Rat der Stadt Celle gegründet, um das künstlerische und wissenschaftliche Lebenswerk des Architekten ideell zu betreuen und zu pflegen. Das Museum befindet sich im 1931 errichteten Wasch-, Bade- und Heizhaus der von Otto Haesler entworfenen Siedlung Blumläger Feld. In einer benachbarten Wohnzeile der Siedlung befinden sich drei museale Wohnungen, die in ihrer ursprünglichen Form erhalten geblieben sind und in denen Ausstattungen aus verschiedenen Zeitepochen gezeigt werden. Dies sind eine Arbeiterwohnung von 1930, eine Flüchtlingsunterkunft aus dem Jahr 1945 und eine Arbeiterwohnung im Zustand der 1950er Jahre.
Im Zusammenhang mit dem 100-jährigen Jubiläum der Gründung des Bauhauses im Jahr 1919 erfolgte in den Jahren 2018 und 2019 eine mehrmonatige Modernisierung des Museums.